# Jean-François Hernandez
Jean-François Hernandez (Tours, 23 aprile 1969) è un ex calciatore francese, di ruolo difensore.

## Biografia
Anche i figli Lucas e Theo sono diventati calciatori professionisti (rispettivamente militanti in Paris Saint-Germain e Al-Hilal), entrando entrambi nel giro della nazionale francese.